# ابواسحاق صابی
ابواسحاق ابراهیم بن هلال صابی (صابئی) (متوفی به سال ۳۸۴ ه. ق) از زبردست‌ترین و بزرگترین کاتبان آل بویه به شمار می‌رفت. او در زمان معزالدوله متصدی دیوان رسائل (صاحب چنین شغلی در آن زمان همپایه وزیر بود) شد و بعد از معزالدوله، در خدمت پسرش - عزالدوله - درآمد و در همین زمان نامه‌های تندی از طرف عزالدوله برای عضدالدوله فرستاد که باعث آزردگی و خشم او شد و پس از قتل عزالدوله، عضدالدوله می‌خواست وی را زیر دست و پای فیل‌ها بیفکند و چون جمعی شفاعت او را کردند، از قتل او گذشت، به شرط آنکه کتابی دربارهٔ آل بویه بنویسد و صابی کتاب التاجی را نوشت. قِفطی، صابی را ستوده و گفته است که او در بغداد به کسب علم و ادب  پرداخته بود. در شعر و نثر بلیغ بود. در علوم ریاضی، بخصوص هندسه و هیأت، ید طولایی داشت. هنگامی که شرف‌الدوله با تصدی بیژن کوهی در بغداد رصدخانه ساخت، صابی در اجرای این مهم مداخله داشت. به گفته ثعالبی، خلفا و سلاطین و وزرا کوشش بسیار کردند که صابی اسلام آورد و حتی عزالدوله حاضر شد در صورت اسلام آوردن وزرات خود را به او دهد، اما وی حاضر به پذیرفتن اسلام نشد. او در عین حال به نیکوترین وجهی با مسلمانان هماهنگی می‌کرد. تمام ماه رمضان روزه می‌گرفت. همه قرآن را حفظ بود و آیه‌های آن مرتب بر زبانش جاری بود. این امر از مجموعه رسایل او که منتخبی از آن با عنوان «المختار من رسائل صابی» موجود است و همچنین بهره‌هایی که از خطبه‌های علی بن ابی‌طالب گرفته به خوبی آشکار است.